# Ibrahim Nasrallah
Ibrahim Nasrallah (arabiska: إبراهيم نصرالله), född 1954 i flyktinglägret Wehdat utanför Amman, Jordanien, är en palestinsk författare.
Nasrallah arbetade mellan 1978 och 1996 som journalist i 18 år samtidigt som han skrev. Åren 1996-2002 var han ansvarig för kulturella frågor på Darat al-Funoun–Khalid Shoman Foundation, där han numera är vice direktör. Han har gett ut ett flertal romaner och tretton diktsamlingar. Han är översatt till flera språk, däribland engelska, och är flerfaldigt prisbelönt. Hans roman Time of White Horses nominerades 2009 till International Prize for Arabic Fiction.